# Asplenium sanchezii
Asplenium sanchezii är en svartbräkenväxtart som beskrevs av Alan Reid Smith. Asplenium sanchezii ingår i släktet Asplenium och familjen Aspleniaceae. Inga underarter finns listade.